# Henniye
Henniye è un centro abitato e comune (municipalité) del Libano situato nel distretto di Tiro, governatorato del Sud Libano.